# Josef Dominik Abegg
Josef Dominik Abegg (* 3. Juni 1759 in Schwyz; † 29. März 1826 in Schwyz) war ein Schweizer Lehrer, Kirchenmusiker, Violinist, Organist, Buchhändler und Buchbinder.

## Leben
Josef Dominik Abeggs Vater war Egidius Abegg. 1781 heiratete Josef Dominik Abegg Maria Elisabeth Reding und 1794 Maria Josefa Ganginer. Der Katholik Abegg besuchte zunächst Lateinschulen in Schwyz und Muri AG und studierte danach in St. Gallen Rhetorik und Philosophie, schließlich in Pavia und Turin Medizin. Er beschäftigte sich auch mit Musik und wurde im Alter von 19 Jahren als Meister des Violinspiels bezeichnet. 1780 wurde er in Schwyz zum Schulherrn an die dortige Landesschule gewählt. Diese Wahl wurde 1785 auf Lebenszeit bestätigt. Er reorganisierte das Schulwesen in Schwyz und gründete 1797 auf Anweisung des Klosters St. Urban eine Normschule. Ab 1799 übte er auch das Amt des Organisten aus und widmete sich der Kirchenmusik, der Pflege des Choralgesangs und komponierte Operetten. Daneben führte er eine Buchhandlung und war als Buchbinder tätig.